# دروتن
دروتن (به هلندی: Druten) یک منطقهٔ مسکونی در هلند است که در خلدرلاند واقع شده‌است. دروتن ۷ متر بالاتر از سطح دریا واقع شده‌است.